# ST-412
ST-412 disco duro de 10 MB fabricado por Seagate fue introducido al mercado en 1981. Derivado del ST-506, ambos usaban la codificación MFM (utilizado ya extensamente en discos duros). La subsequente extensión del ST-412 usaba el RLL para lograr un 50% de aumento en capacidad y transferencia de datos. El mismo fue el primer disco duro usado en los modelos de IBM PC XT .
Capacidad: 10 MB formateado y 12.76 MB sin formateo.
Velocidad: 3600 rpm 
Promedio de tiempo de lectura: 85 ms
Cilindros: 306 
Cabezas: 4 
Sectores: 17 